# سینت هلنا (کالیفرنیا)
سینت هلنا (به انگلیسی: St. Helena) شهری در شهرستان ناپا ایالت کالیفرنیا است که در سرشماری سال ۲۰۱۰ میلادی، ۵۸۱۴ نفر جمعیت داشته است.